# 10,000 Days
10,000 Days (с англ. — «Десять тысяч дней») — четвёртый студийный альбом американской рок-группы Tool, выпущенный лейблами Tool Dissectional и Volcano Entertainment 28 апреля 2006 года в Европе, 29 апреля 2006 года в Австралии, 1 мая 2006 года в Великобритании и 2 мая в Северной Америке. В поддержку альбома были выпущены синглы «Vicarious» 17 апреля 2006 года, «The Pot» в июле 2006 года и «Jambi» 12 февраля 2007 года. Альбом дебютировал в чарте Billboard под номером один, продав за первую неделю 564 000 копий и получил двойную платиновую сертификацию от RIAA.
Альбом 10,000 Days был последним релизом группы Tool за более чем десятилетие; группа выпустила следующий студийный альбом, Fear Inoculum, 30 августа 2019 года.

## Предыстория
За пятнадцать лет своей карьеры группа Tool приобрела статус «культовой» по словам Дэна Эпштейна из «Revolver», и по мере появления подробностей о следующем альбоме группы, таких как влияние коллективов, участвовавшие в по туре в поддержку альбома Lateralus (2003 г) Fantômas и Meshuggah, споры вокруг нового альбома Tool всплыли со спекуляциями по поводу названий песен и слухами о слитых в сеть песнях перед самым выпуском. Предположения о возможных названиях альбома были опровергнуты новостной заметкой на официальном сайте группы, в которой сообщалось, что название нового альбома было «10,000 Days». Тем не менее, слухи продолжались, утверждая, что 10,000 Days был просто «альбомом-приманкой», чтобы обмануть слушателей. Слух оказался ложным, когда утечка копии альбома была распространена через файлообменные сети за неделю до официального релиза.

## Запись
Альбом был записан в трёх студиях: O’Henry Sound (что в Бербанке, штат Калифорния) и The Loft и Grandmaster (базирующиеся в Голливуде, штат Калифорния) с августа по декабрь 2005 года. Это первый альбом со времён Undertow (1993), который был записан в студии Grandmaster без участия продюсера Дэвида Боттрилла — продюсированием занимались сами участники группы. Сведение проходило на студии Bay 7, что в Северном Голливуде, а мастеринг — студия Gateway Mastering в Портленде, штата Мэн.

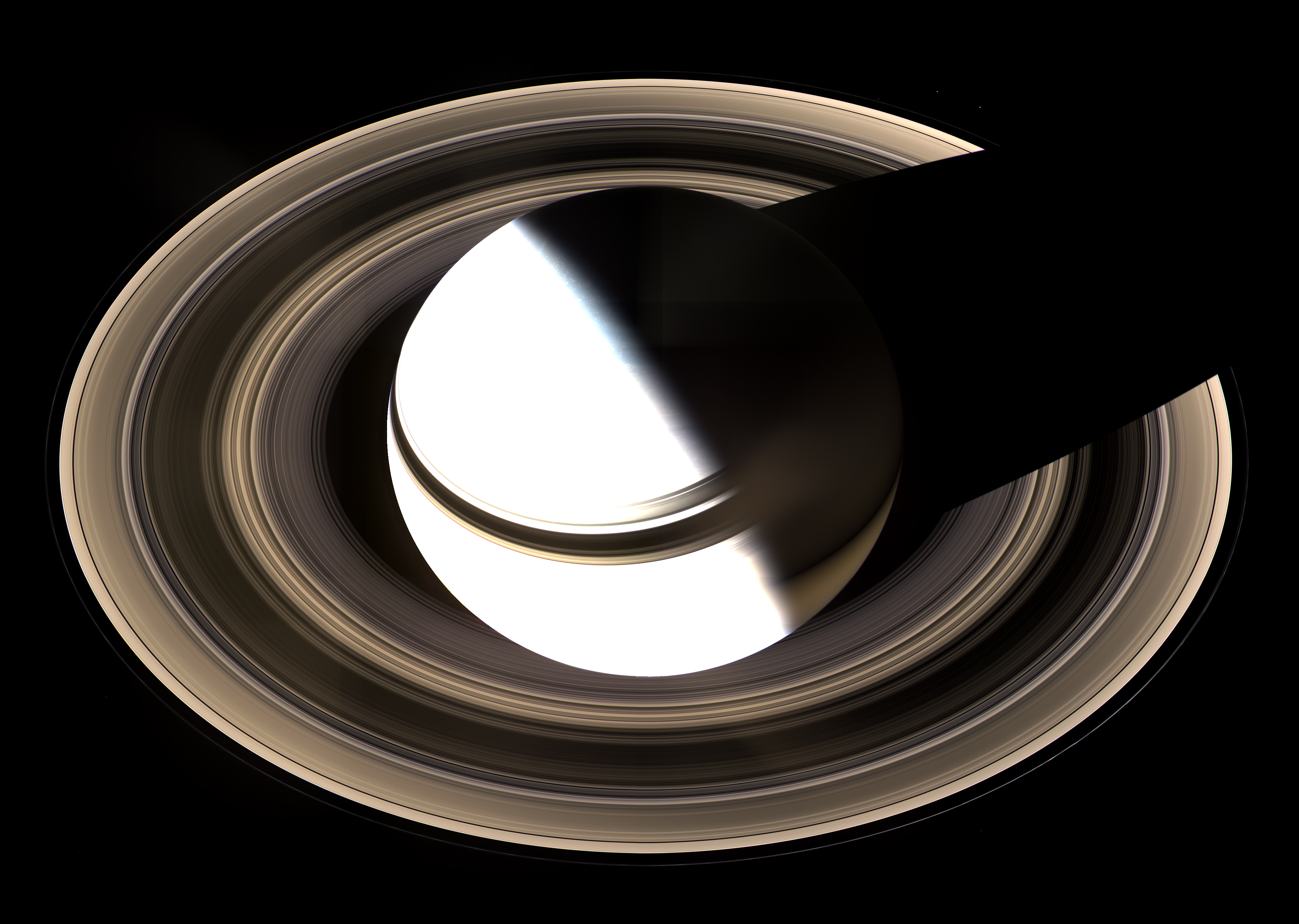
Планета Сатурн и его массивные кольца на снимке от 2007 году, сделанный аппаратом Кассини.

В июньском номере журнала «Guitar World» за 2006 год (выпуск от 11 апреля 2006 года) было опубликовано интервью с гитаристом Адамом Джонсом, в котором шло обсуждение нового альбома группы Tool. Джонс объяснил, что методы записи альбома включали использование т. н. «микрофона с самодельной бомбой» (гитарный звукосниматель, установленный внутри латунного цилиндра) и гитарное соло на ток-боксе в песне «Jambi». «Микрофон с самодельной бомбой» и прочая информация, связанная со студией, была более подробно описана в выпуске от 1 июня 2006 года журнала «Mix». Барабанщик Дэнни Кэри заведовал многими звуковыми эффектами в интерлюдиях в альбоме, используя в своём ассортименте электронные барабаны, называемые Мандалами.
Считается, что название альбома — рус. «10 000 дней» относится к периоду обращения планеты Сатурн (фактический период времени составляет 10 759 дней). По словам певца Мэйнарда Джеймса Кинана, возвращение Сатурна в начальное положение — это «время на вашем 28-29 году жизни, когда вам предоставляется возможность избавиться от всего того, чем вы были раньше, чтобы позволить свету знаний и опыта облегчить ваш груз, так сказать, и отпустить старые шаблоны для принятия новой жизни». Кинан ожидал, что сочинённые песни будут «описывать данный процесс», надеясь, тем самым «что мой ответный дар будет заключаться в том, чтобы разделить этот путь и надеяться, что я смогу помочь кому-то преодолеть это место».

## Композиция и стиль
Музыка на 10,000 Days имеет более тяжёлое звучание, чем его предшественник, во многом из-за влияния авангардной метал-группы Fantômas, которая гастролировала с Tool до процесса написания альбома. Как и на предыдущей пластинке музыканты также экспериментировали с тактовым размером песен: так заглавная композиция альбома «Vicarious», отображает меняющиеся ритмы в темпе 5/4, как и следующие песни «Wings for Marie (Pt 1)» и «10,000 Days (Wings Pt 2)».. В выпуске журнала Rolling Stone от 12 июня 2008 года песня «Vicarious» заняла 100-е место в списке «100 величайших гитарных песен всех времён».
Композиция «Jambi» выполнена в тактовом размере в основном 9/8, перемежаясь с тактами 6/4 перед гитарным соло, и продолжается пока соло не заканчивается. Во время этого соло гитарист Адам Джонс использует эффект ток-бокса; Джастин Чанселлор играет в размере 6/4, но, в отличие от остальной группы, он подразделяет рифф на ритм 4+2; Дэнни Кэри аккомпанирует в 6/4 с полиритмом 4 на 3, чтобы связать партии баса с остальной частью группы. Когда соло заканчивается и песня переходит в следующую секцию, барабаны и бас переключаются обратно на 9/8, в то время как гитара остается на 6/4, чтобы создать полиметр. Как только вокал 9/8 возвращается, гитара переключается обратно на 9/8. Затем вся линия остаётся в 9/8 до тех пор, пока не вернётся к 6/4 для последних двух тактов, в которых повторно используются первые два такта первой партии 6/4.
В песне «The Pot» на отметке 3:45 Джастин Чанселлор играет басовое соло, используя такие эффекты, как дилей, wah-wah, фузз и whammy (из-за чего складывается ощущение, будто это гитарное соло, а не бас).
Структурно песня «Rosetta Stoned» содержит сложные быстрые и медленные барабанные взбивки в исполнении барабанщика группы Дэнни Кэри. В песне используется такие тактовые размеры, как 4/4, 5/8, 5/4, 11/8, 3/4, и 6/4 и характеризуется своими агрессивными риффами. В песне также представлены нетрадиционные ударные инструменты и полиритмы. Песня в целом получила положительные отзывы критиков. Она также получила высокую оценку за аранжировку и исполнение, особенно благодаря «многоногим» навыкам ударных Дэнни Кэри и творческой игре на барабанах. Критики также сравнили песню с работами группы Grateful Dead. Также было отмечено сходство между этой песней и другой инструментальной песней группы Tool «Third Eye». Ник Коуэн из «Drowned in Sound» дал положительный отзыв на песню, оценив её повествование, напряжённое настроение и гитарную работу. Песню также музыкально сравнивали с обширным джемом.

## Концепция и темы
На 10,000 Days Кинан хотел изучить более личные для него вопросы: название альбома и заглавная композиция относятся к двадцати семи годам, в течение которых его мать страдала от осложнений инсульта вплоть до своей смерти в 2003 году. Его мать, Джудит Мари (в девичестве Догерти) перенесла парализующее субарахноидальное кровоизлияние из-за разрыва аневризмы головного мозга в 1976 году, когда Кинану было 11 лет. Помимо переживаний тоски по своей матери и восхищении силы её веры в альбоме также были затронуты и другие темы: размышление о сущности человека и о его способности творить как добро, так и зло («Intension» и «Right in Two»), критика в сторону подкупных судей и высмеивание их в недееспособности («The Pot»), а также сюжет про наркомана-уфолога, которому выпало донести человечеству важную и страшную весть после встречи с НЛО («Lost Keys (Blame Hofmann)» и «Rosetta Stoned»). 10,000 Days — это альбом о человеке, о борьбе и единстве двух его начал: животного и духовного. Его общая мысль — быть человеком при любых обстоятельствах.

### Песни
- «Vicarious»

Альбом начинается с «Vicarious», жёсткой композиции и с не менее жёсткой темой: 

Eye on the TV,
'cause tragedy thrills me
Whatever flavour
It happens to be like
«Killed by the husband»,
«Drowned by the ocean»,
«Shot by his own son»
«She used the poison in his tea
And kissed him goodbye»?
That’s my kind of story
It’s no fun 'til someone die.
 Песня повествуется от лица человека, который наслаждается страданиями людей, смотря новостные сводки в телевизоре. Однако он оправдывается тем, что остальные не хуже него самого, укоряя их в лицемерии («Don’t look at me like / I am a monster / Frown out your one face / But / with the other / Stare like a junkie / Into the TV / Stare like a zombie / While the mother / Holds her child / Watches him die / Hands to the sky crying/ Why, oh why?»). В песне явно выражена критика двуличия и притворства общества, и всё сводится к мысли, что мир враждебен и безразличен ко всем; пожирай, чтобы выжить — так есть и так было всегда («The universe is hostile. So Impersonal. Devour to survive. / So it is. So it’s always been»). Данной песней задан тезис, опровержение которому выдаётся в следующей песне «Jambi».
- «Jambi»

Главный герой песни предстаёт перед слушателем в образе безнадёжного гедониста: 

Here from the king’s mountain view
Here from the wild dream come true
Feast like a sultan, I do
On treasures and
flesh never few.
 Однако далее герой меняется, так как в его жизни появляется некто, кого он боится потерять больше всего на свете, чем свои блага («But I, I would wish it all away / If I thought I’d lose you just one day»). Песню можно рассматривать с точки зрения эзотерики, религиозного мистицизма, а также юнгианской психологии. Возможно, что в песне Мэйнард поёт о своём сыне, рождение которого дала вокалисту новый смысл, озарив его подобно солнцу (в песне есть строки «Shine on forever / Shine on benevolent sun / Shine down upon the broken / Shine until the two become one», слово «sun» с англ. — «солнце» созвучно с «son» — с англ. — «сын»; также в имени сына Мэйнарда, Дево Г. Кинан, есть инициал в виде буквы «H.» — начальное слово буквы Helio, которое похоже на латинское «helios» — с др. греч. «солнце»). Символизм солнца в песне можно интерпретировать как союз, который даёт рождение новой жизни подобно родительской любви, которая объединяет две жизни в одно («Shine until the two become one»).
Есть мнение, что название песни «Jambi» в первую очередь относится к ямбу, используемому в тексте песни, поскольку слово «jambi» по-фински означает «ямб». Барабанщик Дэнни Кэри заявил, что, когда басист Джастин Чанселлор сыграл басовую партию песни, она мгновенно напомнила ему детскую телевизионную программу «Театр Пи-ви», затем вокалист Мэйнард Джеймс Кинан подумал о джинне «Джамби» и у него возникла идея сделать тему песни о загадывании желаний.

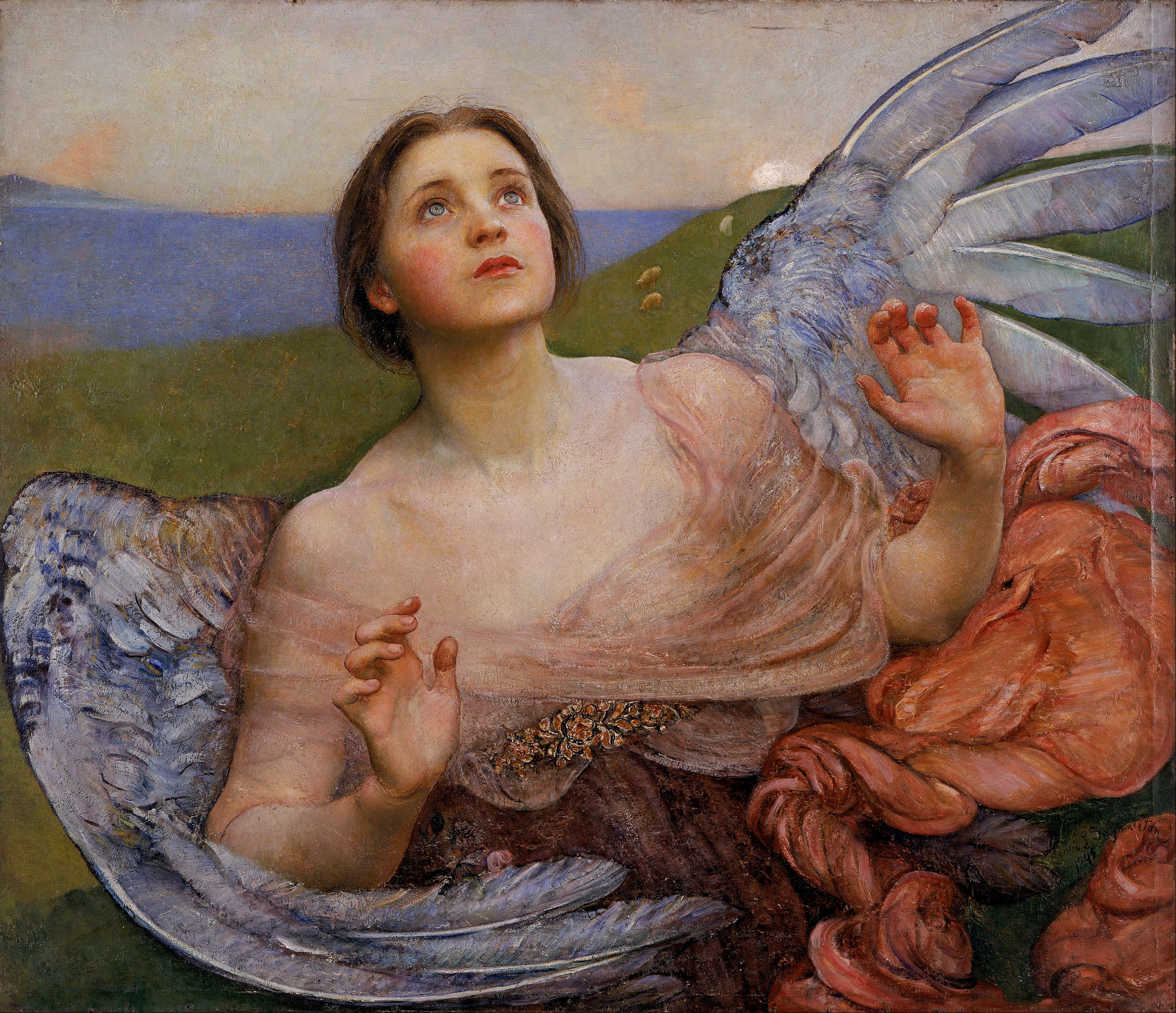
Энни Луиза Суиннертон, холст «Чувство зрения», масло, 1895 г. Тема картины «Чувства зрения», ангела, поражённого удивлением от того, что они могут видеть, возможно, связана с важностью зрения для художника и радостью визуального мира. Её восторженное выражение лица предполагает не только зрение, но и духовное видение, а реалистичная живопись плоти и лица контрастирует с духовностью фигуры.

- «Wings for Marie, Pt. 1» и «10,000 Days (Wings, Pt. 2)»

Эти две песни-дилогии являются историей переживаний глубоко личных для Мэйнарда, потерявшего мать в 2003 году — за три года до выхода альбома, который был ей посвящён. Обе песни повествуют о прощании со своей матерью (её имя упоминается в песне «10,000 Days (Wings, Pt. 2)»), которая 27 лет прожила в параличе ни разу не отступив от своей веры, что вызывало у Кинана противоречивые чувства — от недоумения до восхищения. В первой композиции — «Wings for Marie, Pt. 1», — речь идёт о дне смерти матери Кинана, когда муки был окончены и она «обрела крылья» («<…>Didn’t have a life / Didn’t have a life / But surely saved one» / See? I’m alright / Now it’s time for us to let you go"). Композиция выполнена в мрачных и печальных тонах, и она задаёт атмосферу для следующей песни — «10,000 Days (Wings, Pt. 2)». 

Listen to the tales as we all rationalize
Our way into the arms of the savior
Feigning all the trials and the tribulations
None of us have actually been there
Not like you
 В этой песне Мэйнард говорит о том, как его вдохновляла стойкая вера его матери, и как сильно эта вера отличалась от лицемерия других прихожан церкви, частью которой она являлась; их вокалист назвал «упырями» в первой части песни («What am I to say to all these ghouls tonight?»). Вытерпев достаточно времени проведённые в муках, его мать отправляется на небеса — «домой», и из-за непоколебимости её веры, по мнению Кинана, она заслуживает того, чтобы требовать на небесах дать ей ангельские крылья от самого Бога («„I’ve come home now!“ / Fetch me the / Spirit, the Son, and the Father / Tell them their pillar of faith has ascended / It’s time now / My time now / Give me my / Give me my wings»).
- «The Pot»

Got lemon juice up in your eye
When you pissed all over my black kettle
You must have been high high
You must have been high high
 По словам Адама Джонса, речь идёт о лицемерии в общем и в частности властей и судов. В ней двусмысленная трактовка: так песня может относиться как к наркотическому опьянению, так и к убеждению в том, что вы выше других, происходящему из английской поговорки «котелок, называющий чайничек чёрным». Отсюда и название песни и упоминание чайничка в тексте («black kettle»). Русский эквивалент данной поговорке — «видеть у других соринку в глазу, а в своём бревна не замечать».
- «Lipan Conjuring»

Интерлюдие в середине альбома и оно состоит из наборов звуков похожие на напевы липанских апаче (исходя из названия песни). Неизвестно о чём поётся в песне, так как носителей языка уже давно не существует, а сам язык считается мёртвым.

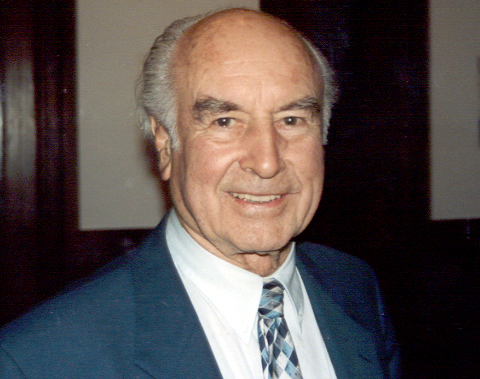
Альберт Хофманн в 1993 году

- «Lost Keys (Blame Hofmann)» и «Rosetta Stoned»

Вторая по счёту дилогия в альбоме. Интерлюдие «Lost Keys (Blame Hofmann)» служит концептуально синхронизированным прологом к песне «Rosetta Stoned». В нём звучит разговор между пациентом (Альберт Хофманн), медсестрой и врачом (Р. Гордон Уоссон), который происходит после события в песне «Rosetta Stoned». В центре сюжета второй части дилогии — наркоман-уфолог Альберт Хофманн и его невероятное приключение по середине пустыни недалеко от зоны 51, где по слухам американские спецслужбы хранят неизвестные технологии, полученные в результате падения НЛО в 1947 году. Главный герой, употребив DMT, встретил пришельца: 

<…>a flaming stealth banana split the sky
like one would hope but never really expect
to see in a place like this.
Cutting right angle donuts on a dime
and stopping right at my Birkenstocks,
and me yelping…
Holy fucking shit!
 Если опустить всю фантастичность сюжета, галлюцинации главного героя, то получится история неуверенного в себе и одинокого человека, который мечтает хоть что-то из себя представлять, не смотря на одурманенную голову, — о духовном осознании. Поэтому пришелец нарёк героя «избранным», тем самым дав ему пищу для размышления («He said, „You are the Chosen One, / the One who will deliver the message. / A message of hope for those who choose to hear it / and a warning for those who do not.“ / Me. The Chosen One? / They chose me!!! / And I didn’t even graduate from fuckin' high school!»). Композиция полна отсылок и аллюзий, в том числе на сериал Криса Картера «Секретные материалы». Название песни является отсылкой к Розеттскому камню. Песня написана в стиле потока сознания.
- «Intension» и «Right in Two»

Третья и последняя дилогия в альбоме. Является идейным завершением песен «Vicarious» и «Jambi». Камень и огонь, упомянутые в песне «Intension», человек может использовать как для созидания, так и для разрушения — его намерение определяет его желания («Spark becomes a flame / Flame becomes a fire / Light the way or warm this / Home we occupy / Spark becomes a flame / Flame becomes a fire / Forge a blade to slay the stranger / Take whatever we desire»). В композиции идёт рассуждение о чистоте человека в момент рождения и смерти, сливаясь в единое целое. Но в промежутке между этими моментами с человеком что-то происходит, что приводит к расколу мира. В песне «Right in Two» ангелы наблюдают за людьми и недоумевают от их алчности, неотёсанности и свирепости, желающие расколоть нечто целое надвое. По мнению ангелов в песне целого рая хватит всем людям, но из-за глупости люди всё же стремятся всё поделить: 

Don’t these talking monkeys know that
Eden has enough to go around?
Plenty in this holy garden, silly monkeys
Where there’s one you’re bound to divide it
Right in two.
 Как долго это будет тянуться не знают даже сами ангелы, что приводит к печальному итогу.
- «Viginti Tres»

Название песни с латинского означает число 23. Существует фанатская теория, что композиция содержит слова на мёртвом языке: 

una Infinitas Abominatio Nascitur Autumno
hic est tuum temptamen quod temptat tua Potentia
viginti tres gradus ad summam potestatem
 Однако композиция является инструментальной и единственное слово ближе к концу сильно искажена из-за чего невозможно разобрать его. Не исключено, что это может быть композицией-шуткой, как это было с «Die Eier von Satan»: грозный голос говорил на немецком на фоне индустриального нойза, и мало кто мог понять о чём он. Как позже выяснилось, это был рецепт печенья.

## Художественное оформление

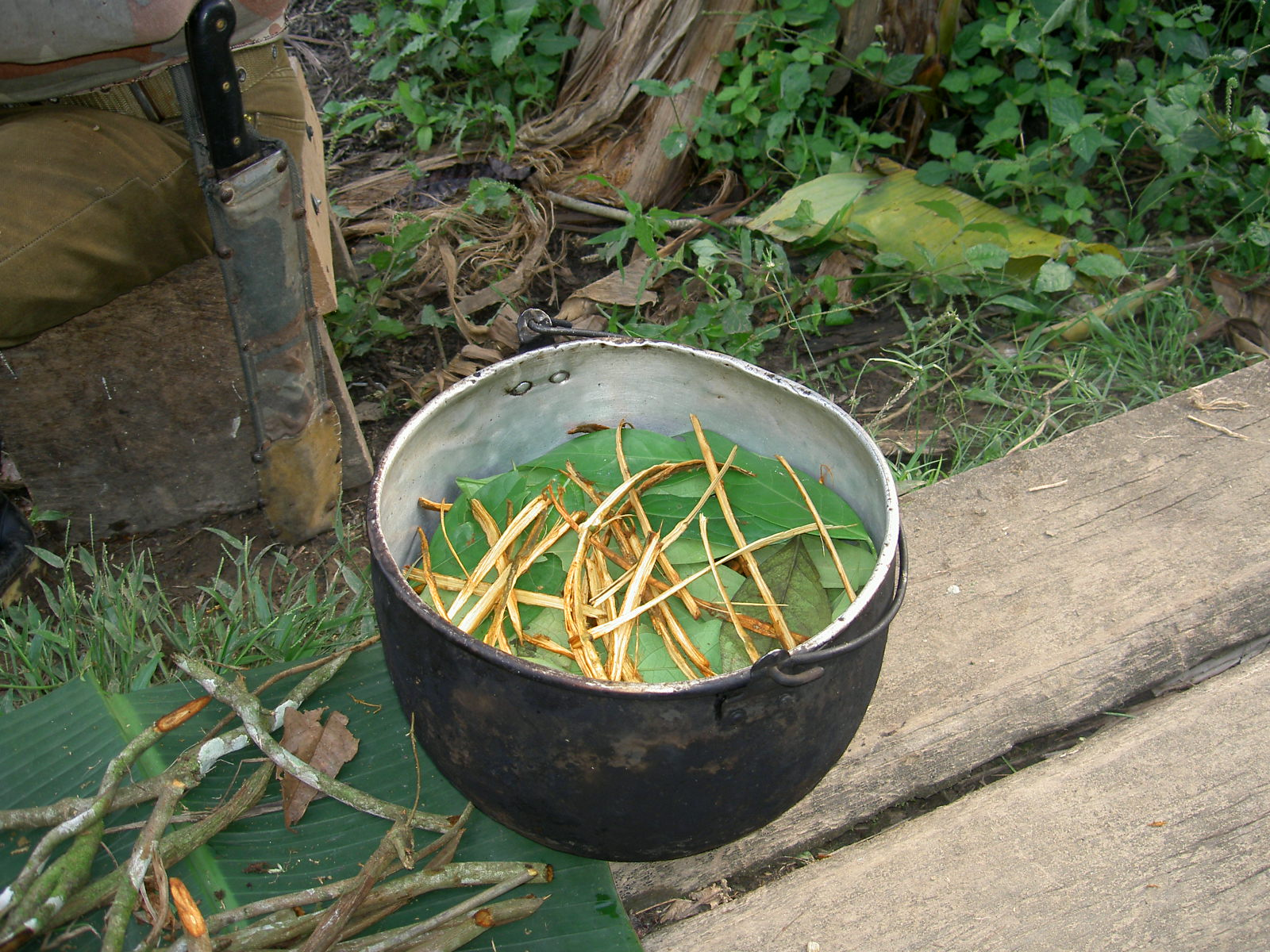
Приготовление аяуаски, провинция Пастаса, Эквадор.

Упаковка компакт-диска состоит из толстого буклета в картонном переплёте, частично прикрытого клапаном, в котором находится пара стереоскопических очков, которые можно использовать для просмотра серии изображений внутри. При просмотре через них создается иллюзию глубины и трёхмерности картинок. Джонс, как «пожизненный» поклонник стереоскопической фотографии, хотел, чтобы упаковка была уникальной и отражала произведения искусства 1970-х годов, которые он ценит.
Алекс Грей, который создал бо́льшую часть обложки альбома Lateralus (2003 г.) и сопровождающего его видеоклипа на песню «Parabola», снова принял участие в создании оформления альбома 10,000 Days. Сама обложка компакт-диска украшена стилизованными глазами, расположенными по кажущейся логарифмической спирали к центру (адаптировано из предыдущей картины Алекса Грея под названием «Коллективное видение»). Как и в случае с другими альбомами группы, тексты песен не печатаются в обложке; вокалист Мэйнард Джеймс Кинан вместо этого опубликовал тексты песен в Интернете. 5 мая 2006 года официальный веб-мастер группы намекнул, что «четыре отдельных фотографии участников группы могут быть использованы в качестве пазлов своего рода головоломки», но головоломка и её значение «будут просто ещё одним орехом, который необходимо расколоть».
В интервью Алекс Грей, работавший над иллюстрациями для обложек альбомов 10,000 Days и Lateralus, сказал, что многие из его работ для Tool были основаны на наркотическом трипе после употребления напитка под названием аяуаска. Он описал обложку для 10,000 Days как «сверкающее видение бесконечной сетки Божеств во время путешествия под аяуаской», а также аналогичным образом рассказал о обложке альбома Lateralus. Грей заявил в другом интервью, что делая обложку для 10,000 Days, в ней он изобразил видения, полученные во время трипа под DMT (основной химический ингредиент аяуаски).
Как и вторая пластинка группы Ænima, 10,000 Days были номинированы на премию «Грэмми» в номинации «лучшая обложка альбома», но в то время как первый не смог победить в 1997 году, последний выиграл премию в 2007 году.

## Выпуск и продвижение
Открывающий альбом «Vicarious» был выпущен как сингл на американских радиостанциях 17 апреля 2006 года. Премьера самого альбома состоялась 2 мая в США и дебютировала на первых строчках различных международных чартов. За первую неделю в США было продано 564 000 копий альбома 10,000 Days, и он занял первое место в чартах Billboard 200 — он обогнал в два раза по продажам одноимённый альбом Pearl Jam.
Перед самым выпуском 10,000 Days 30 апреля в Коачелле стартовал тур. Гастрольный график был похож на тур Lateralus 2001 года; на разогреве группы играли Isis и Mastodon. Во время короткого перерыва в начале следующего года, после гастролей по Австралии и Новой Зеландии, барабанщик Дэнни Кэри получил разрыв бицепса во время стычки с собакой своей подруги, что вызвало неопределённость в отношении предстоящих концертов группы в Северной Америке. Кэри перенёс операцию на 21 февраля, и несколько выступлений пришлось отложить. Вернувшись в тур уже к апрелю, Tool появились 15 июня в качестве хедлайнера на музыкальном фестивале Bonnaroo с приглашённым на выступление музыканта Тома Морелло из Rage Against the Machine чтобы исполнить песню «Lateralus». Тем временем «Vicarious» был номинирован на премию «лучшее хард-рок-исполнение», сам альбом 10,000 Days выиграл номинацию за «лучшую обложку» на 49-й церемении «Грэмми». Музыкальное видео для «Vicarious» было выпущено на DVD 18 декабря. Летний тур группы 2009 года начался 18 июля в Коммерс-Сити, штат Колорадо, на музыкальном фестивале Mile High. Они были хедлайнерами на Lollapalooza 2009 и шоу 22 августа на фестивале Epicenter в Помоне, Калифорния.

## Приём критиков
| Совокупная оценка | Совокупная оценка |
| Источник          | Оценка            |
| ----------------- | ----------------- |
| Metacritic        | 68/100            |
| Оценки критиков   |                   |
| Источник          | Оценка            |
| AllMusic          | [ 50 ]            |
| Alternative Press | [ 51 ]            |
| Drowned in Sound  | 8/10              |
| Los Angeles Times | [ 53 ]            |
| Pitchfork         | 5.9/10            |
| PopMatters        | 6/10              |
| Rolling Stone     | [ 56 ]            |
| Sputnikmusic      | 3.5/5             |
| Stylus Magazine   | D+                |
| Tiny Mix Tapes    | [ 59 ]            |

## Список композиций
| №                   | Название                    | Длительность |
| ------------------- | --------------------------- | ------------ |
| 1.                  | «Vicarious»                 | 7:06         |
| 2.                  | «Jambi»                     | 7:28         |
| 3.                  | «Wings for Marie (Pt 1)»    | 6:11         |
| 4.                  | «10,000 Days (Wings Pt 2)»  | 11:14        |
| 5.                  | «The Pot»                   | 6:22         |
| 6.                  | «Lipan Conjuring»           | 1:11         |
| 7.                  | «Lost Keys (Blame Hofmann)» | 3:46         |
| 8.                  | «Rosetta Stoned»            | 11:11        |
| 9.                  | «Intension»                 | 7:21         |
| 10.                 | «Right in Two»              | 8:55         |
| 11.                 | «Viginti Tres»              | 5:02         |
| Общая длительность: | Общая длительность:         | 75:52        |

## Участники записи
Группа Tool:
- Мэйнард Джеймс Кинан — вокал;
- Адам Джонс — гитара, ситар;
- Джастин Чанселлор — бас-гитара;
- Дэнни Кэри — ударные, перкуссия;

Приглашённые музыканты:
- Билл МакКоннелл — вокал в песне «Lipan Conjuring» (6);
- Пит Ридинг — реплики доктора Ватсона в песне «Lost Keys (Blame Hofmann)» (7);
- Камелия Грэйс — реплики медсестры в песне «Lost Keys (Blame Hofmann)» (7);

Производство:
- Джо Барреси — звукорежиссёр, сведение;
- Алекс Грэй — иллюстрации;
- Боб Людвиг — мастеринг;
- Lustmord — погодные эффекты в песне 10,000 Days (Wings Pt 2).

## Позиции в чартах
| Чарт(2006)                       | Позиция |
| -------------------------------- | ------- |
| Australian Albums Chart          | 1       |
| Austrian Albums Chart            | 1       |
| Canadian Albums Chart            | 1       |
| Czech Albums Chart               | 23      |
| Danish Albums Chart              | 2       |
| Dutch Albums Chart               | 1       |
| Finnish Albums Chart             | 1       |
| French Albums Chart              | 7       |
| German Albums Chart              | 2       |
| Greek International Albums Chart | 1       |
| Hungarian Albums Chart           | 10      |
| Irish Albums Chart               | 6       |
| Israeli Albums Chart             | 1       |
| New Zealand Albums Chart         | 1       |
| Norwegian Albums Chart           | 1       |
| Polish Albums Chart              | 1       |
| Portuguese Albums Chart          | 6       |
| Swedish Albums Chart             | 2       |
| UK Albums Chart                  | 4       |
| US Billboard 200                 | 1       |